# كريستين آدامز (مغنية)
كريستين آدامز (بالإنجليزية: Kristin Adams)‏ هي مغنية ومذيعة أمريكية، ولدت في 17 أغسطس 1981 في بلينو في الولايات المتحدة.

## وصلات خارجية
- كريستين آدامز على موقع IMDb (الإنجليزية)
- كريستين آدامز على موقع قاعدة بيانات الفيلم (الإنجليزية)